# Elina Norandi
Elina Norandi (Montevideo, segle XX) és una historiadora de l'art, crítica d'art i comissària d'exposicions catalana nascuda a l'Uruguai; va arribar a Catalunya de ben petita a causa de l'exili dels seus pares.
És doctora en Història de l'art per la Universitat de Barcelona, estudis que va finalitzar el 1987 amb una tesi sobre Olga Sacharoff i la manera d'aplicar categories de les teories feministes a la crítica d'art; posteriorment va realitzar el màster en Estudis de les Dones.

## Trajectòria professional
És professora d'Història de l'Art a l'ESDA Llotja i en el màster de Comunicació i Gènere de la Universitat Autònoma de Barcelona. També ha donat classes com a professora convidada a Universitat Nacional Autònoma de Mèxic. La seva investigació es basa en l'estudi de la iconografia produïda per dones, sobretot d'art modern i contemporani.
Com a curadora d'art ha treballat principalment comissariant exposicions individuals d'artistes actuals com Sandra March, Verónica Coulter, Antonio J., Clarissa Cestari, Yuko Yamada o Magdalena Duran, així com nombroses exposicions col·lectives d'artistes contemporanis. També ha comissariat l'exposició antològica de Núria Llimona (2004) al Centre de Cultura de Dones Francesca Bonnemaison de Barcelona i la mostra “Olga Sacharoff: Pintura, poesia i emancipació” al Museu d'Art de Girona (2017–2018). Aquest museu va acollir posteriorment l'exposició "Feresa de silenci. Les artistes de la revista ‘Feminal’" (2022–2023), també comissariada per Norandi.
Com a historiadora feminista ha format part de la junta directiva de l'associació Dones a les Arts Visuals, i va ser directora a Catalunya del Festival Mirades de Dones de l'any 2013 i delegada a Catalunya a l'edició de l'any següent.
Ha escrit nombrosos assajos i articles en els quals el seu discurs artístic està vinculat a qüestions de gènere, sexualitats diverses i teories queer. A més, col·labora amb la revista m-arteyculturavisual, a l'espai de la qual ha publicat diverses ressenyes d'exposicions i entrevistes, com la que va realitzar a la historiadora de l'art catalana especialitzada en la iconografia de la dona a l'art Erika Bornay.

## Obra publicada
És autora del llibre La pintora Olga Sacharoff: una història d'exili i acollida (Ediciones del Orto, Al-Mudayna, 2006), sobre l'artista russa establerta a Barcelona Olga Sacharoff i de la qual ha publicat també diversos articles. Ha coordinat el llibre Ellas y nosotras: Estudios lesbianos sobre literatura escrita en castellano, publicat a l'Editorial Egales el 2010.
Ha publicat nombrosos articles i assaigs -en castellà, en català i en anglès- en diversos mitjans, sobre la iconografia artística produïda per dones artistes de les avantguardes històriques i la representació visual i literària de l'experiència lesbiana. L'any 2007, va dirigir la publicació de l'estudi de la pintura de Frida Kahlo relatat per disset dones, com Carmen Alborch, Alicia Giménez Bartlett i Astrid Hadad, entre d'altres, per tal de conèixer les idees i sentiments que inspira la pintura de l'artista mexicana. També ha participat al llibre Las Humoristas. Ensayo poco serio sobre mujeres y humor, publicat a Icaria Editorial, amb el capítol "Risas de vanguardia: ironía y humor en las pintoras del s. XX (1900-1950)". És l'autora d'altres articles, com "La piel de la palestra" i "Cosiendo retazos de vidas: la experiencia lesbiana en el cómic actual".
El 2022 va publicar el llibre Cent dues artistes (Enciclopèdia Catalana, Univers, 2022), un assaig on s'hi representen 102 obres de 102 dones artistes diferents, com Visitació Ubach o Eugènia Balcells, amb una obra representativa i l'explicació de cada autora. Inclou artistes de l'àmbit català des del segle xix fins a l'actualitat, amb els naixements de 1982 com a data límit; algunes d'aquestes professionals de l'art són artistes recunegudes, d'altres revalorades o recuperades en els darrers anys (com Lluïsa Vidal, Ángeles Santos o Olga Sacharoff), d'altres que estan en fase de recuperació (com Ana Maria Smith o Carme Gotarde) i d'altres força desconegudes. El llibre és una invitació a repensar el cànon de l'art català.